# Primera División de Costa Rica 1951
Die Saison 1951 war die 31. Spielzeit der Primera División de Costa Rica, der höchsten costa-ricanischen Fußballliga. Es nahmen zehn Mannschaften teil. Heredia gewann zum 13. Mal in der Vereinsgeschichte die Meisterschaft.

## Austragungsmodus
- Die zehn teilnehmenden Mannschaften spielten in einer Einfachrunde (Hin- und Rückspiel) im Modus Jeder gegen Jeden den Meister aus.
- Es gab keinen Absteiger in die zweite Liga.

## Endstand
| Pl.             | Verein                       | Sp. | S  | U | N  | Tore  | Diff. | Punkte |
| --------------- | ---------------------------- | --- | -- | - | -- | ----- | ----- | ------ |
| 01              | CS Herediano                 | 18  | 12 | 2 | 4  | 41:26 | 15    | 26     |
| 02              | Orión FC                     | 18  | 9  | 7 | 2  | 43:24 | 19    | 25     |
| 03              | CS Cartaginés                | 18  | 10 | 4 | 4  | 55:39 | 16    | 24     |
| 04              | LD Alajuelense (M)           | 18  | 10 | 2 | 6  | 45:30 | 15    | 22     |
| 05              | CS La Libertad               | 18  | 7  | 5 | 6  | 36:41 | −5    | 19     |
| 06              | CS Uruguay de Coronado       | 18  | 7  | 3 | 8  | 43:50 | −7    | 17     |
| 07              | CD Saprissa                  | 18  | 6  | 4 | 8  | 39:31 | 8     | 16     |
| 08              | UD Moravia (N)               | 18  | 3  | 6 | 9  | 35:56 | −21   | 12     |
| 09              | CF Universidad de Costa Rica | 18  | 3  | 5 | 10 | 28:42 | −14   | 11     |
| 10              | SG Española                  | 18  | 3  | 2 | 13 | 27:43 | −16   | 8      |
| Stand: Endstand |                              |     |    |   |    |       |       |        |

## Pokalwettbewerb

### Torneo Relámpago 1951
Das Torneo Relámpago, an dem die Erstligamannschaften teilnahmen und ein Spiel nur 30 Minuten dauerte, wurde von Orión im Finale gegen SG Española gewonnen.